# Kristallglas
Kristallglas, auch Hartglas, Spiegelglas oder Kronglas, ist ein farbloses Glas, das oft Metalloxide oder -ionen als Zusätze enthält. Im Falle von Bleioxid spricht man von Flintglas. Es ist jedoch nicht im physikalischen Sinne kristallin, sondern amorph wie alle Glassorten. Die Bezeichnung „Kristallglas“ bezieht sich auf den im Vergleich zu Kalk-Natron-Glas erhöhten Brechungsindex und die erhöhte Dispersion, die Brechung und Farbeffekte hervorrufen, die an Kristalle wie etwa Quarz erinnern.

## Geschichte
Bereits im 15. Jahrhundert wurde in Venedig kristallklares Glas hergestellt und als „cristallo“ angepriesen, wobei ein Gemisch aus Sand und Pottasche im Hafenofen auf über 1400 °C erhitzt wurde. Später ging diese Bezeichnung auf alle glänzenden, farblosen Gläser mit hoher Lichtbrechung über, die in einer für Glasschliffe optimalen Stärke hergestellt werden konnten, ohne an Transparenz einzubüßen.
Zwar gab es mit Bleioxiden versetzte Gläser schon im Mittelalter; die Erfindung des Bleikristalls im Barock wird jedoch den Engländern zugeschrieben. Es handelte sich dabei um eine kristallklare Glasart, die sich vorzüglich für geschliffenes Glas eignet.

## Zusammensetzung
Bleifreie Kristallgläser wurden in Böhmen entwickelt, indem man der Glasmasse Calciumcarbonat in Form von Kreide beimengte – daher die Bezeichnung Kreideglas oder Böhmisches Kristallglas.
Einfaches Kristallglas wird heute hergestellt, indem das Natriumoxid im Glas teilweise durch Kaliumoxid ersetzt wird. Dies gibt dem Glas eine schönere Brillanz.
Das Kristallglaskennzeichnungsgesetz gibt vor, welche Inhaltsstoffe das Glas enthalten muss, damit es als Kristallglas bezeichnet werden darf.
Im Sinne dieses Gesetzes ist Kristallglas ein Glas, das entweder
- Bleioxid (PbO), Bariumoxid (BaO), Kaliumoxid (K2O) oder Zinkoxid (ZnO) allein oder zusammen in Höhe von mindestens zehn Prozent enthält, eine Dichte von mindestens 2,45 kg·dm−3 hat und dessen auf den Natrium-D-Strahl bezogener Brechungsindex mindestens 1,52 beträgt oder
- Bleioxid (PbO), Bariumoxid (BaO) oder Kaliumoxid (K2O) allein oder zusammen in Höhe von mindestens zehn Prozent enthält, eine Dichte von mindestens 2,40 kg·dm−3 und eine Oberflächenhärte nach Vickers von 550 ±20 hat.

Um 1970 waren geschliffene Vasen und Schüsseln, mitunter in zwei Schichten zweifarbig ausgeführt, mit Etiketten wie „Bleikristall(glas) 24 % PbO-Gehalt“ als Qualitätsmerkmal ausgezeichnet. Seitdem die Giftigkeit von Blei publik wurde, wird der Bleigehalt von Kristallglas von Produzenten und Händlern nicht mehr in den Vordergrund gerückt. Blei ist in Kristallglas schwer löslich gebunden, kann jedoch durch Essig(säure) herausgelöst werden und soll daher nicht mit Speisen in Berührung kommen.